# Simon och ekarna (film)
Simon och ekarna är en svensk dramafilm som hade biopremiär i Sverige den 9 december 2011, i regi av Lisa Ohlin och med Bill Skarsgård i huvudrollen. Filmen är baserad på Marianne Fredrikssons roman med samma namn. Filmen var nominerad i 13 kategorier vid Guldbaggegalan 2012 och vann två av priserna, Cecilia Nilsson för Bästa kvinnliga biroll i rollen som Inga och Jan Josef Liefers för Bästa manliga biroll i rollen som Ruben Lentov.
Ohlin tog över som regissör för filmen efter att regissören Björn Runge i april 2009 meddelade att han hoppade av produktionen. Svenska filminstitutet (SFI) meddelande i maj 2009 att Ohlin slutar som filmkonsulent på SFI för att regissera filmen.

## Handling
Filmen handlar om Simon, som växer upp i en arbetarfamilj i utkanten av Göteborg under andra världskriget. Han är mycket begåvad och känner sig alltid annorlunda och utanför. Mot sina föräldrars gillande söker han sig till skolor och utbildningar som en dåtida arbetarunge normalt inte söker sig till. Där möter han Isak, son till en förmögen judisk bokhandlare som flytt undan förföljelserna i Tyskland. De två pojkarna och deras familjers liv vävs samman samtidigt som kriget rasar i Europa.

## Rollista
- Bill Skarsgård – Simon Larsson
- Helen Sjöholm – Karin Larsson
- Jan Josef Liefers – Ruben Lentov
- Stefan Gödicke – Erik Larsson
- Karl Linnertorp – Isak Lentov
- Jonatan Wächter – Simon som liten
- Karl Martin Eriksson – Isak som liten
- Erica Löfgren – Klara
- Katharina Schüttler – Iza
- Josefin Neldén – Mona
- Lena Nylén – Olga
- Cecilia Nilsson – Inga
- Jan-Erik Emretsson – Klas, granne
- Pär Brundin – Åke, granne
- Frederik Nilsson – lärare
- Hermann Beyer – Ernst Habermann
- Sven-Åke Gustavsson – professor
- Jan Holmquist – doktor
- Iwar Wiklander – rektor
- Peter Borenstein – rabbin
- Dellie Kamijo – Malin, 5 år
- Johanna Malmsten – Malin, 2 år
- Tage Wirenhed – Malin som baby
- Max Wulfson – musiker i Berlin, solo violin
- Jörg Fröhlich – musiker i Berlin, kontrabas
- Peter Bock – musiker i Berlin, viola
- Sebastian Selke – musiker i Berlin, cello
- André Peter – musiker i Berlin, violin

## Mottagande
Simon och ekarna sågs av 242 316 biobesökare i Sverige 2012 och blev det året den åttonde mest sedda svenska filmen i Sverige.

## Priser
Simon och ekarna nominerades till tretton Guldbaggar och vann två.
| Pris      | År   | Kategori                  | Mottagare                                             | Resultat  |
| --------- | ---- | ------------------------- | ----------------------------------------------------- | --------- |
| Guldbagge | 2012 | Bästa film                | Christer Nilson                                       | Nominerad |
| Guldbagge | 2012 | Bästa regi                | Lisa Ohlin                                            | Nominerad |
| Guldbagge | 2012 | Bästa kvinnliga huvudroll | Helen Sjöholm                                         | Nominerad |
| Guldbagge | 2012 | Bästa manliga biroll      | Jan Josef Liefers                                     | Vann      |
| Guldbagge | 2012 | Bästa kvinnliga biroll    | Cecilia Nilsson                                       | Vann      |
| Guldbagge | 2012 | Bästa visuella effekter   | Marcus B. Brodersen och Lars Erik Hansen              | Nominerad |
| Guldbagge | 2012 | Bästa musik               | Anette Focks                                          | Nominerad |
| Guldbagge | 2012 | Bästa kostym              | Katja Watkins                                         | Nominerad |
| Guldbagge | 2012 | Bästa scenografi          | Anders Engelbrecht, Lena Selander och Folke Strömbäck | Nominerad |
| Guldbagge | 2012 | Bästa mask & smink        | Linda Boije af Gennäs                                 | Nominerad |
| Guldbagge | 2012 | Bästa foto                | Dan Laustsen                                          | Nominerad |
| Guldbagge | 2012 | Bästa ljud                | Jason Luke                                            | Nominerad |
| Guldbagge | 2012 | Bästa klippning           | Kasper Leick och Michal Leszczylowski                 | Nominerad |